# Géraud V d'Armagnac
Géraud V de Lomagne et d'Armagnac, mort en 1219, comte d'Armagnac et de Fezensac de 1215 à 1219, était fils de Bernard d’Armagnac et de Lomagne, vicomte de Fezensaguet, et Geraldeise (ou Geralda).
Certains historiens et généalogistes, y compris le célèbre père Anselme de Sainte-Marie, le confondent avec Géraud IV, dit Trenqueléon, comte d'Armagnac et de Fézensac. C'est pour cette raison que son neveu Géraud qui devint comte de Lomagne est parfois numéroté Géraud V, au lieu de Géraud VI.
En 1182, son grand-oncle le comte Bernard IV d'Armagnac, sans enfant, donna à son neveu Bernard de Lomagne, le père de Géraud V, la vicomté de Lomagne, et l'institua héritier au cas où il mourrait sans enfants. Mais Géraud IV Trenqueléon naquit dans les années qui suivirent. Ce n'est qu'en 1215 que Géraud IV Trenqueléon mourut, sans enfants, et Géraud V devint alors comte d'Armagnac et de Fezensac.
Le 8 juin 1215, pour éviter le destin du comte Raymond VI de Toulouse, il se reconnu vassal de Simon de Montfort. En 1217, les Toulousains se révoltèrent contre Simon de Montfort, et Raymond revint dans ses domaines. Simon appela à son secours Géraud qui aurait bien voulu s'abstenir mais ne l'osa pas. Leurs troupes firent le siège de la ville et soumirent le pays environnant, et L'Isle-Jourdain fut mis sous séquestre entre les mains de Géraud. Simon fut tué au cours du siège de Toulouse. Amaury de Montfort s'obstina huit mois sans réussir à prendre la ville et finit, pour sauver la face, par céder ses droits à Louis, le fils de Philippe-Auguste qui devint ainsi le suzerain de l'Armagnac et du Fézensac. Il mourut peu après.
Il avait eu, d'une femme dont le nom n'a pas été retenu par l'histoire :
- Pierre Gérard (mort en 1241), comte d’Armagnac et de Fezensac ;
- Bernard V (mort en 1245), comte d’Armagnac et de Fezensac après son frère ;
- Mascarose Ire (morte en 1249), comtesse d’Armagnac et de Fezensac, mariée à Arnaud Odon (mort en 1256), vicomte de Lomagne.